# 王正邦
王正邦（1987年1月12日—），射箭反曲弓好手。14歲入選亞運代表隊，15歲即拿下釜山亞運團體銀牌。為臺灣最年輕的奧運射箭國手，曾代表中華臺北隊參與2004年希臘雅典、2008年中國北京、2012年英國倫敦共三屆奧運，於2004年雅典奧運奪下團體銀牌。
畢業於國立東華大學體育與運動科學系、國立體育大學教練研究所。現任國立東華大學射箭隊教練、教育部體育署巡迴專任運動教練。

## 基本資料
- 身高：178公分
- 體重：82公斤
- 出生地：台灣花蓮縣花蓮市
- 已婚

## 學經歷
- 花蓮縣明廉國小
- 花蓮縣立自強國中
- 花蓮體育實驗高中
- 國立東華大學體育與運動科學系學士（入學為國立花蓮教育大學體育學系）
- 國立體育大學教練研究所
- 國立體育大學博士班

## 戰績資訊
- 2002年釜山亞運　團體第2名
- 2003年青年奧運射箭錦標賽　個人第2名、團體第2名
- 2003年第42屆世界射箭錦標賽　個人第5名、團體第7名 (取得奧運參賽權)
- 2003年第13屆亞洲盃射箭錦標賽　個人第9名、團體第4名
- 2004年雅典奧運　團體銀牌
- 2005年第43屆世界射箭錦標賽
- 2006年杜哈亞運　團體第2名
- 2007年第44屆世界射箭錦標賽　團體銅牌(取得奧運參賽權)
- 2007年第14屆亞洲盃射箭錦標賽　個人金牌
- 2007年世界盃射箭大獎賽　金牌
- 2008年北京奧運　團體第七名
- 2008年世界大學錦標賽　個人金牌 團體金牌 混雙金牌
- 2009年世界大學運動會　個人銀牌 團體銀牌
- 2009年第45屆世界射箭錦標賽
- 2011年第46屆世界射箭錦標賽
- 2012年世界盃射箭大獎賽　團體銅牌(取得奧運參賽權)
- 2012年倫敦奧運
- 2013年世界盃射箭大獎賽

## 外部連結
- 王正邦在国际奥林匹克委员会的资料